# 張洪波
張 洪波（ちょう こうは、ジャン・ホンボ、Zhang HongBo 1980年6月6日- ）は中華人民共和国の元野球選手。ポジションは外野手。右投左打。
長打力にスピード、そしてその俊足を生かした守備と走攻守そろった中国を代表する選手。代表では1番を任せられることが多い。
2006年にはワールドベースボールクラシック中国代表に選出された。またこの年のCBLでも最多本塁打、最多盗塁を記録して公式戦MVPに輝いている。